# أرماندو بارينتوس
أرماندو بارينتوس هو مبارز بالسيف كوبي، ولد في 24 مارس 1906 في هافانا في كوبا، وتوفي في 2 أكتوبر 1998 في ميامي في الولايات المتحدة.

## وصلات خارجية
- أرماندو بارينتوس على موقع اللجنة الأولمبية الدولية (الإنجليزية)
- أرماندو بارينتوس على موقع أوليمبيديا (الإنجليزية)